# Producto tradicional

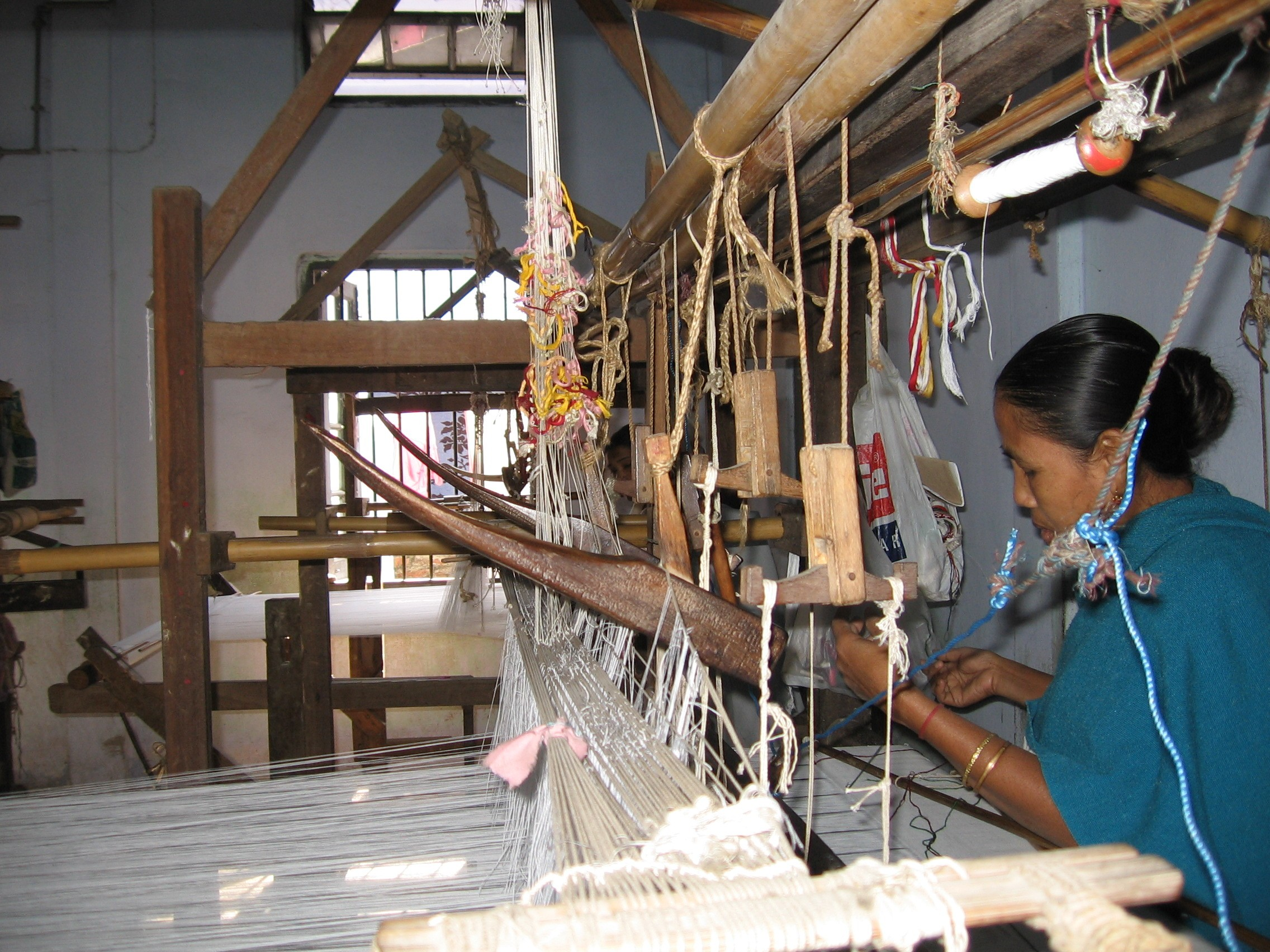
Mujer asiática fabricando chadores en un telar artesanal (Tezpur, India)

Desde un punto de vista técnico para el comercio internacional, un producto es considerado como "tradicional" cuando el valor agregado en su proceso de producción u obtención no es lo suficientemente importante como para transformar su esencia natural.
Para entender mejor este concepto, se recurrirá al siguiente ejemplo. Durante la temporada de cosecha, un agricultor recolecta fresas de su finca, las limpia, empaca y vende en un mercado local. En este caso, las fresas en el puesto de ventas son un producto tradicional, dado que no sufrieron una transformación importante en su esencia desde que fueron recolectadas hasta que se pusieron a la venta. En el caso anterior, si el agricultor recoge las fresas, las lava, selecciona las de mejor calidad, las corta en trozos, prepara una jalea y la envasa, está procesando un producto con un alto valor agregado , dado que se requirió de mucha energía para transformar la fruta en un producto derivado.
El concepto de "producto tradicional" se suele confundir con aquellos productos que tradicionalmente han sido producidos por un país. Por ejemplo, Costa Rica tradicionalmente produce café, dado que es un producto que usualmente se ha venido cosechando en este país durante el último siglo. Sin embargo, el término técnico comercial no tiene que ver en absoluto con el tiempo que un país viene produciendo un artículo, sino con el valor que se agregue a su producción para hacer de éste un producto más elaborado.
Estos conceptos son de suma importancia para el comercio internacional, dado que permiten evaluar el nivel de impacto de la balanza comercial sobre los recursos económicos del país. Esto por una simple razón: para producir bienes tradicionales, el fabricante no requiere de mayores insumos, ni mano de obra ni invertir significativamente en el proceso productivo. Es decir, cualquier persona puede recolectar fresas, empacarlas y venderlas. No obstante, para producir bienes "no tradicionales", se requiere de mayor mano de obra (alguien que seleccione la fruta, otro que la cocine, etc.), una inversión mayor y un proceso logístico que involucre mayores recursos económicos.
Desde este punto de vista, a un país le conviene exportar mayor cantidad de productos no tradicionales, dado que para producirlos, ha de verse afectada favorablemente una mayor cantidad de personas, generándose puestos de trabajo directos e indirectos, entre otras variables económicas.
El concepto de "producto tradicional" está íntimamente ligado al de "materia prima" o insumo. El análisis de la relación entre los productos tradicionales y no tradicionales es de suma importancia para el comercio internacional, ya que permiten evaluar el nivel de impacto de la balanza comercial sobre los recursos económicos del país. Las exportaciones de productos no tradicionales se han dado a conocer debido a la comercialización de los productos con países extranjeros y han tomado gran importancia en la economía de la mayoría de países debido al interés de diversificar y fortalecer el sistema productivo de los servicios de exportación.
Los productos son considerados como tradicionales cuando no existe un valor agregado en el proceso de producción y su obtención no es lo suficientemente importante como para transformar la esencia natural. Este concepto normalmente se suele confundir con aquellos productos que tradicionalmente han sido producidos en un país. Un ejemplo de estos productos son las verduras y frutas que se exportan a otros países, estos requieren únicamente de la recolección y la venta pero no pasan por ningún proceso de cambio.
Existen varias definiciones de productos no tradicionales, en los años setenta la CEPAL (Comisión Económica para América Latina y el Caribe) señalaba los productos no tradicionales como productos de exportación manufacturados y nuevos; es decir, se definían conforme a la política de cada país. En 1992 esta institución aplicó criterios y limitaciones para considerar los productos no tradicionales, estos no deben de pertenecer al grupo de los energéticos, su exportación puede ser un producto nuevo, el  producto puede aparecer en el mercado fuera de la temporada tradicional y la exportación de dicho producto debe de tener cierta importancia para algún sector de la economía del país.
Los productos no tradicionales requieren de un proceso con alto valor agregado. Para los países es conveniente exportar gran cantidad de productos no tradicionales ya que estos requieren insumos, inversión, proceso logístico y una mayor cantidad de personas, generando puestos de trabajo de forma directa e indirecta.
- Datos: Q6087406